# ديكي لي
ديكي لي (بالإنجليزية: Dickey Lee)‏ هو كاتب أغاني ومغني ومغن مؤلف وموسيقي أمريكي، ولد في 21 سبتمبر 1936 في ممفيس في الولايات المتحدة.

## وصلات خارجية
- ديكي لي على موقع ميوزك برينز (الإنجليزية)
- ديكي لي على موقع أول ميوزيك (الإنجليزية)
- ديكي لي على موقع ديسكوغز (الإنجليزية)